# Carl Wilhelm Arldt
Carl Wilhelm Arldt (* 19. Januar 1809 in Niederruppersdorf; † 27. Oktober 1868 in Löbtau) war ein deutscher Zeichner und Lithograf. Er fertigte in den 1820er bis 1840er Jahren zahlreiche Landschafts- und Porträtlithographien.

## Biografische Daten
Arldt, der Sohn eines Uhrmachers, lernte das Zeichnen beim Gymnasiallehrer Christian Gotthelf Müller in Zittau, studierte von 1826 bis 1830 an der Akademie der bildenden Künste in Dresden bei Carl August Richter in der Landschaftsklasse. Später lernte er u. a. bei Ferdinand Hartmann und Heinrich Arnold, doch wurde er wegen Unregelmäßigkeiten von der Akademie verwiesen. Er blieb in Dresden und erlernte den Beruf eines Lithografen. Als solcher arbeitete er für verschiedene lithografische Anstalten in Dresden. Von ihm stammen zahlreiche Landschafts- und Porträtlithografien besonders aus dem mitteldeutschen Raum.
Mit am Bemerkenswertesten sind seine große Anzahl Lithografien in der Saxonia. Museum für sächsische Vaterlandskunde. In diesem reich bebilderten Geschichtswerk zur sächsischen Landeskunde sind 50 Zeichnungen und 79 Lithografien oder beides von Arldt abgedruckt. Diese Werke wurde später zahlreich weiter kopiert oder verwendet. Über 300 Werke von Arldt sind, neben einigen Gemälden, in den Staatlichen Kunstsammlungen Dresden gelistet und online als Digitalisate abrufbar.
Arldt war verheiratet. Zwei Kinder wurden 1837 und 1839 geboren, bei denen der geheimnisvolle C. Müller, der viele seiner Werke für die Saxonia lithografierte und mit Arldt befreundet, Pate war. Müller wird heute als Carl Friedrich Müller (?) oder Carl August Anton Müller (* 1813 in Meißen; † 1885 Freiberg) identifiziert.

## Werke
- Mitarbeit am Werk von Eduard Sommer: Saxonia. Museum für sächsische Vaterlandskunde. Bände 1–5. Dresden 1834/35–1841.
- Mitarbeit am Werk: Das Vaterland der Sachsen. 3 Bände, ab 1838.
- Goseck bei Naumburg

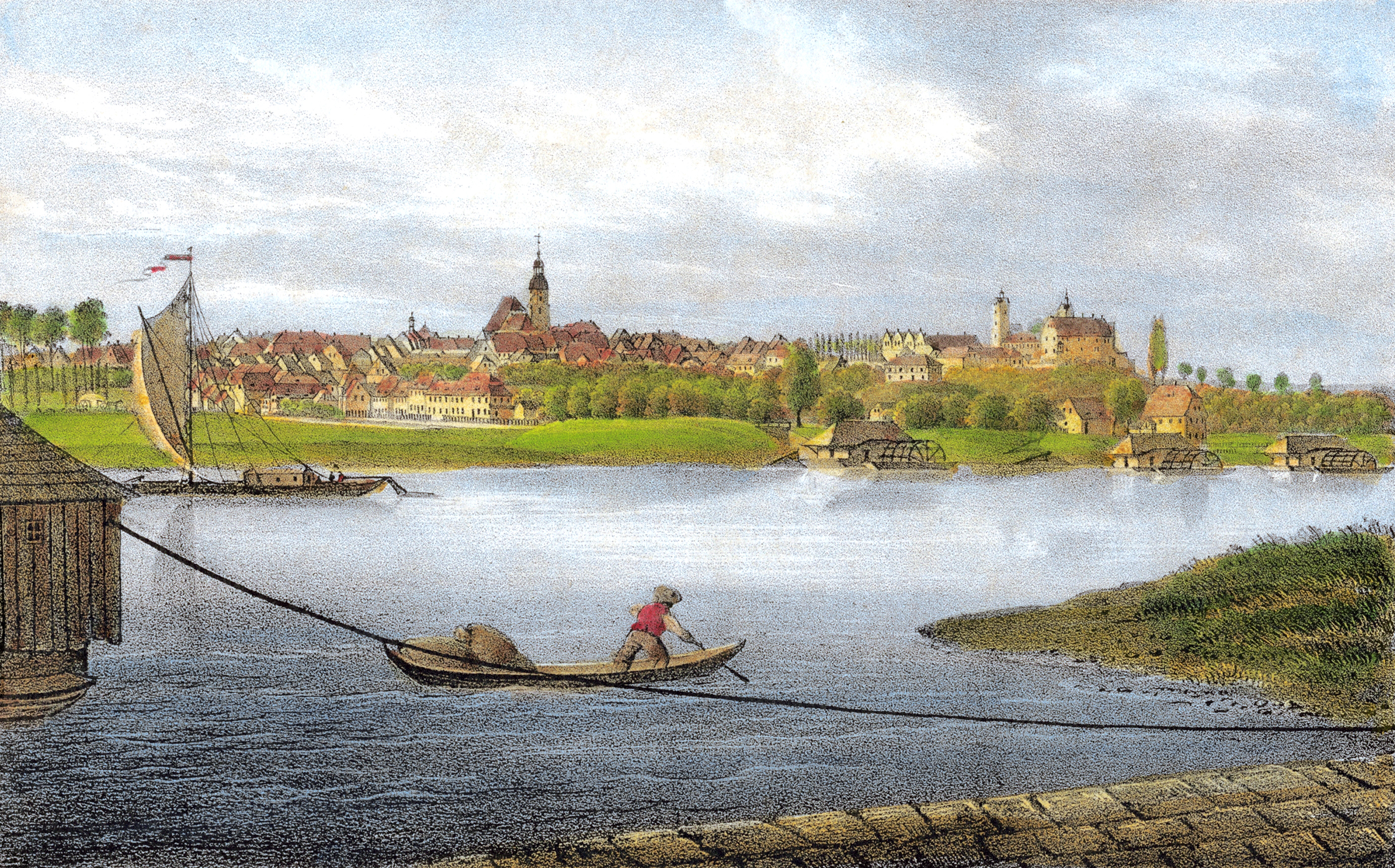
Schiffsmühlen auf der Elbe bei Lorenzkirch und Strehla um 1840.
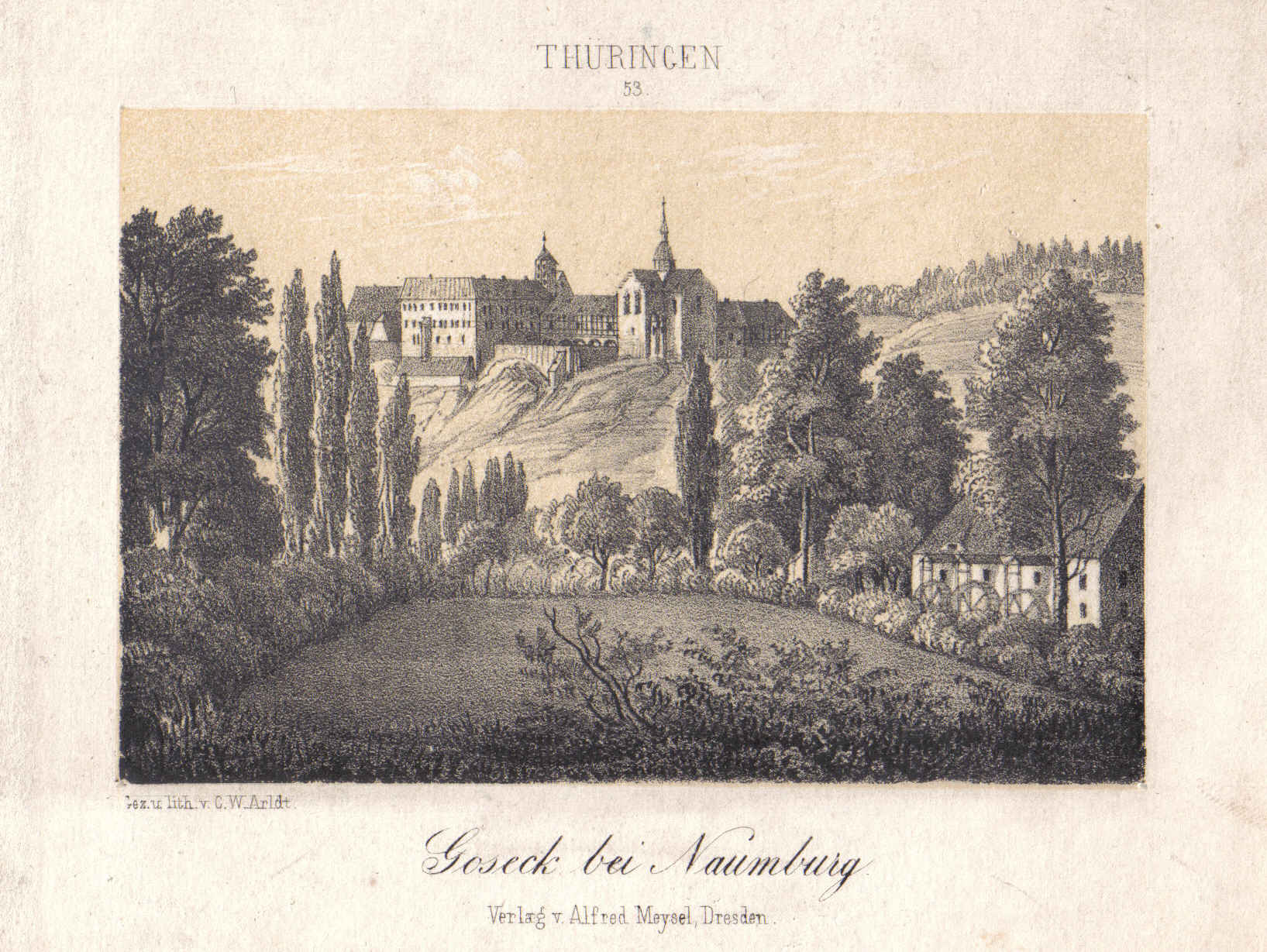
Schloss Goseck bei Naumburg
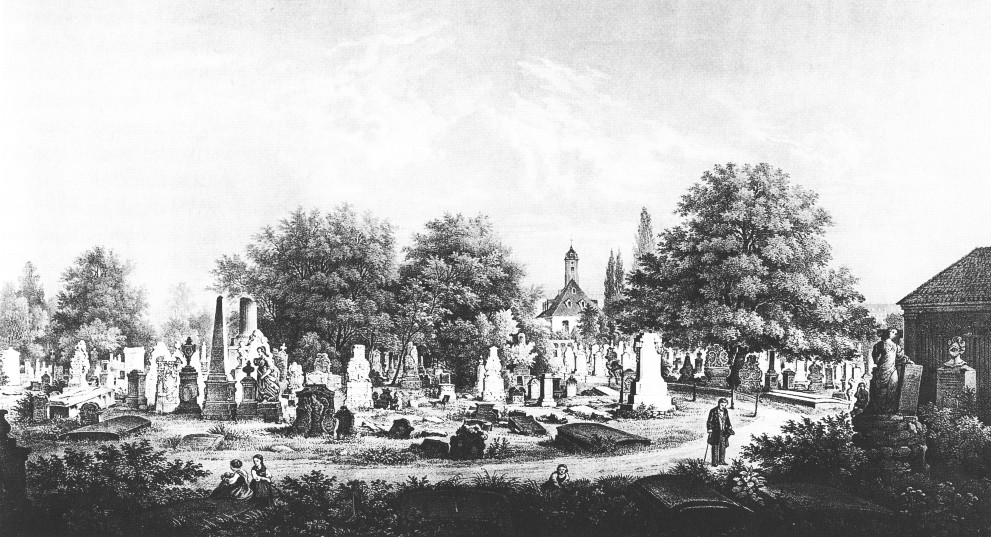
Johanniskirchhof vor 1858